# 591
| [ Edytuj tabelę ]          |                                                     |
| Król Bernicji              | - 585 Hussa 592                                     |
| Cesarz Bizancjum           | - 582 Maurycjusz 602                                |
| Cesarz Chin                | - 581 Sui Wendi 604                                 |
| Król Essexu                | - 587 Sledda 604                                    |
| Król Franków               | - 561 Guntram I 592 - 584 Chlotar II 629            |
| Król Franków w Austrazji   | - 570 Childebert II 595                             |
| Cesarz Japonii             | - 587 Sushun 592                                    |
| Król Kentu                 | - 560 Ethelbert I 616                               |
| Patriarcha Konstantynopola | - 582 Jan IV Postnik 595                            |
| Władca Korei               | - 590 Yŏngyang 618                                  |
| Król Longobardów           | - 590 Agilulf 616                                   |
| Papież                     | - 590 Grzegorz I 604                                |
| Król Persji                | - 590 Chosrow II Parwiz 628 - 590 Bahram Czobin 591 |
| Król Wessexu               | - 560 Ceawlin 592                                   |
| Król Wizygotów             | - 586 Rekkared I 601                                |

Rok 591 / DXCI
stulecia: V wiek ~
VI wiek ~
VII wiek

lata: 581 «
586 «
587 «
588 «
589 «
590 «
591
» 592
» 593
» 594
» 595
» 596
» 601

## Wydarzenia
- Azja
  - koniec wojny cesarstwa wschodniorzymskiego z Persją
- Europa
  - irlandzki mnich Kolumban Młodszy przybył do Galii (jest to najpopularniejsza z wymienianych dat jego przybycia; pozostałe propozycje → tutaj)

## Urodzili się
- Umar ibn al-Chattab (arab. عمر بن الخطاب), (ur. ok. 591, zm. 3 listopada 644 w Medynie) – od 634 drugi kalif, jeden z twórców potęgi imperium arabsko-muzułmańskiego.